# Santiago Urdiales
Santiago Urdiales Márquez, né le 30 mars 1980  à Santander, est un ancien joueur international de handball espagnol. Il est le frère d'Alberto Urdiales.

## Palmarès

### EnÉquipe nationale d'Espagne
néant

### En clubs
Compétitions internationales
- Coupe des Coupes (3) : 1998, 2002 et 2003
  - Finaliste en 1999 et 2007

Compétitions nationales
- Championnat d'Espagne (1) : 2004
- Coupe du Roi (1) : 2003
- Coupe ASOBAL (4) : 1998 et 2004